# リツキシマブ
リツキシマブ（Rituximab）は、抗ヒトCD20ヒト・マウスキメラ抗体からなるモノクローナル抗体であり、その製剤は分子標的治療薬のひとつとして抗がん剤・免疫抑制剤などとして使用されている。製剤としてのリツキシマブが注射剤であり、日本はリツキサン (Rituxan) の商品名で全薬工業および中外製薬から発売されている。バイオシミラー後発品も日本では販売されている。（ファイザーとサンドより製造販売）
リツキシマブは2011年には金額ベースにおいて世界でベストセラーの抗がん剤となっている。この背景には各国での治療適応疾患の拡大のほか、薬剤価格が高価であることがあり、日本でも1瓶（500mg／50mL）あたりの薬価（保険適用前）が約21万円（2008年薬価改正時点）に設定されている。2015年の全世界売上高は全医薬品で5位、抗がん剤では1位であった。2017年は売上高8位、抗がん剤としては依然1位であった。

## 概要
ヒトCD20はヒトリンパ球B細胞のみに発現し、正常・腫瘍細胞は問わず、preB～成熟B細胞にかけて細胞膜表面に認められる。preB、形質細胞にはCD20はみられない。ヒトCD20に対する抗体はヒトは持たないため、マウスのヒトCD20に対する抗体の可変領域Fabとヒト定常領域Fcをキメラとして、1991年米国のIDEC Pharmaceuticals社（現Biogen社）がリツキシマブを創製した。日本での健康保険適応は、CD20陽性のB細胞性非ホジキンリンパ腫、免疫抑制状態下のCD20陽性のB細胞性リンパ増殖性疾患、多発血管炎性肉芽腫症、顕微鏡的多発血管炎。非ホジキンリンパ腫、リンパ増殖性疾患の治療では単独での使用も行われるが、CHOP療法との併用も行われている。
リツキシマブはANCA関連血管炎に対する治療薬のひとつで、好酸球性多発血管炎性肉芽腫症でも効果がみられている。ANCA関連血管炎に対する寛解維持療法でリツキシマブ群はアザチオプリン群に比べ有意に寛解維持できていた。
また、臓器移植の際の拒絶反応治療や、腎炎などこれまで治療が困難であった一部の自己免疫疾患への効果も期待されており、関節リウマチ、全身性エリテマトーデス（SLE）については各国で治験が進んでいる。また日本では2008年より小児難治性ネフローゼ症候群、特発性血小板減少性紫斑病での治験が行われている。2014年、小児難治性ネフローゼ症候群にリツキシマブが効果を示すことが報告された。
悪性リンパ腫に対しては、同効薬に90Y Ibritumomab, 131I Tositumomabなどがある。

## 適応
- CD20陽性の非ホジキンリンパ腫 (NHL)
- CD20陽性の慢性リンパ性白血病 (CLL)
- 免疫抑制状態下のCD20陽性のB細胞性リンパ増殖性疾患
- 多発血管炎性肉芽腫症（GPA、旧称：ヴェゲナー肉芽腫症 (Wegener's granulomatosis)）
- 顕微鏡的多発血管炎 (MPA)
- 難治性のネフローゼ症候群（頻回再発型あるいはステロイド依存性を示す場合）
- 小児期発症の難治性に至っていない頻回再発型あるいはステロイド依存性のネフローゼ症候群
- 腎移植・肝移植におけるABO血液型不適合移植例に対する免疫抑制治療
- 慢性特発性血小板減少性紫斑病 (ITP)
- 後天性血栓性血小板減少性紫斑病 (TTP)
- インジウム (111In) イブリツモマブ・チウキセタン注射液およびイットリウム (90Y) イブリツモマブ・チウキセタン注射液投与の前投与
- 全身性強皮症[8]
- 難治性の尋常性天疱瘡及び落葉状天疱瘡[9]
- 視神経脊髄炎スペクトラム障害（視神経脊髄炎を含む）の再発予防[10]

## 副作用
B型肝炎ウイルスキャリアの患者で、本剤の投与での免疫抑制によるウイルス活性化で劇症肝炎または肝炎増悪を生じることがある。

## 関連事項
- オファツムマブ - ヒト型抗CD20モノクローナル抗体製剤
- オビヌツズマブ - 糖鎖改変型タイプII抗CD20モノクローナル抗体製剤